# دينيسي تشونغ
دينيسي تشونغ هي اقتصادية وكاتِبة كندية، ولدت في 9 يونيو 1953 في فانكوفر في كندا.